# 奧特拜因 (印地安納州)
奧特拜因（英語：Otterbein）是位於美國印地安納州本頓縣與蒂珀卡努縣的一個城鎮。

## 地理
奧特拜因的座標為40°29′20″N 87°05′43″W / 40.48889°N 87.09528°W，而該地最高點為海拔高度215米（即705英尺）。

## 人口
根據2010年美國人口普查的數據，奧特拜因的面積為1.58平方千米，皆為陸域。當地共有人口1,262人，而人口密度為每平方千米798人。